# Callorhinchus capensis
O peixe-elefante-do-cabo ou tubarão-de-são-josé (Callorhinchus capensis) é uma espécie de peixe cartilagíneo da família Callorhinchidae.
O peixe-elefante-do-cabo come ouriços-do-mar, bivalves, crustáceos, gastrópodes, vermes e peixes ósseos. Os seus predadores incluem focas e tubarões. O seu nome deve-se à semelhança da sua probóscide com uma tromba de elefante.
É uma espécie ovipara, colocando duas cápsulas de ovos de cada vez. A cápsula dos ovos é grande (cerca de 25 cm) e em forma de fuso, com um folho esfarrapado à sua volta. As fêmeas amadurecem a 50 cm, os machos a 44 cm. Acasalamento e colocação de ovos ocorrem perto de terra.

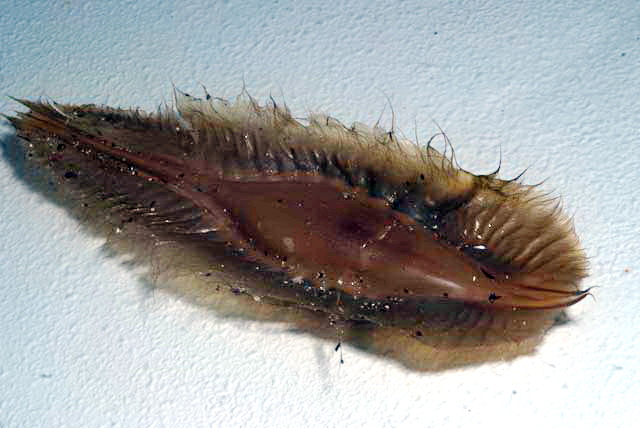
Cápsula de ovos de Callorhinchus capensis

Habita as costas da Namíbia e África do Sul, até à província do Natal.